# Leo Geyr von Schweppenburg
Leo Dietrich Franz Reichsfreiherr Geyr von Schweppenburg (* 2. März 1886 in Potsdam; † 27. Januar 1974 in Irschenhausen) war ein deutscher General der Panzertruppe im Zweiten Weltkrieg sowie Oberbefehlshaber der Panzergruppe West und seit Juli 1944 Inspekteur der Panzertruppe. Er verfasste mehrere militärische Werke und war beratend am Aufbau der Bundeswehr beteiligt.

## Leben

### Herkunft
Leo entstammte dem alten westfälischen Adelsgeschlecht Geyr von Schweppenburg. Er war der Sohn des württembergischen Oberstallmeisters und Obersts a. D. Karl Geyr von Schweppenburg (1840–1913) und der Elisabeth Karoline von Hülsen-Haeseler (1855–1887), Tochter des Botho von Hülsen und der Helene von Haeseler. Der General Karl Geyr von Schweppenburg war sein Großvater.

### Militärkarriere

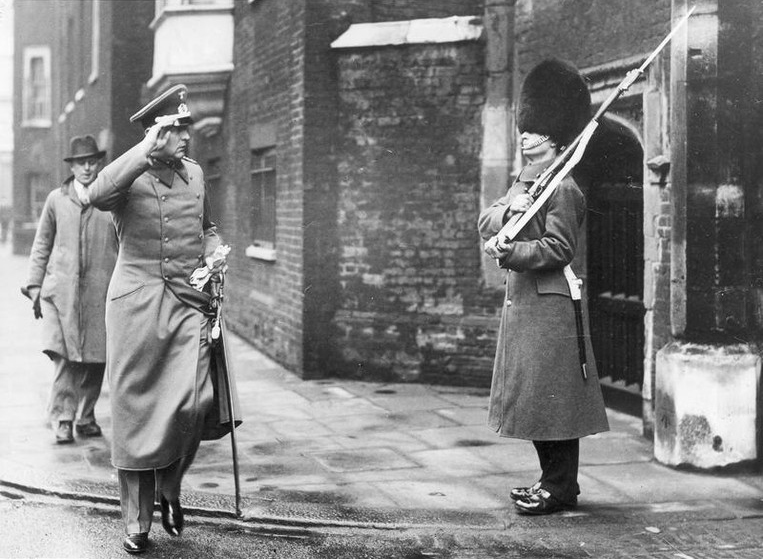
Militärattaché Leo Geyr von Schweppenburg, London, 1935

In seiner Jugend diente Geyr als Page für Wilhelm II. von Württemberg. Sein Vater war ein langjähriger Freund des Königs. Am 29. Juni 1904 trat er als Fahnenjunker in das Dragoner-Regiment „König“ (2. württembergisches) Nr. 26 in Stuttgart ein. Nach seiner Kommandierung an die Kriegsschule Potsdam erfolgte am 19. Oktober 1905 die Beförderung zum Leutnant. Nach dem Besuch der Kriegsakademie in Berlin von 1911 bis 1914 nahm er während des Ersten Weltkriegs als Kavallerieoffizier (Rittmeister) 1915 an verschiedenen Feldzügen in Polen, Frankreich, Russland und auf dem Balkan teil, bis er 1917 zum Generalstab versetzt wurde. Neben beiden Klassen des Eisernen Kreuzes und des Friedrich-August-Kreuzes wurden ihm das Ritterkreuz des Württembergischen Militärverdienstordens, das Österreichische Militärverdienstkreuz III. Klasse mit der Kriegsdekoration, das Ritterkreuz IV. Klasse, II. Stufe des Bulgarischen Militärordens für Tapferkeit sowie das Verwundetenabzeichen in Schwarz verliehen.
Geyr blieb auch nach dem Friedensschluss in der Armee und wurde in die Reichswehr übernommen. Er war unter anderem Lehrer an der Infanterieschule in München und stieg als Kommandeur verschiedener Kavallerieverbände und in Generalstabsverwendungen stetig auf; 1932 wurde er Oberst. Von 1933 bis 1937 war er Militärattaché, seit dem 1. Juli 1935 auch Luftattaché in Großbritannien, Belgien und den Niederlanden mit Sitz in London. Während dieser Zeit wurde er zum Generalmajor ernannt (1. September 1935). Während der Rheinlandkrise 1936 sandte Geyr Berichte nach Berlin, in denen er davor warnte, die Briten zu unterschätzen, und in denen er auf die Gefahren von Hitlers politischem Abenteurertum hinwies. Dies brachte ihm eine Rüge des Kriegsministers Werner von Blomberg ein; das war vermutlich der Grund für Hitlers Misstrauen gegen Geyr.
Nach seiner Abberufung aus London übernahm er am 1. Oktober 1937 – zum Generalleutnant ernannt – als Kommandeur die 1935 aufgestellte 3. Panzer-Division in Berlin, die er als Teil des XIX. Armeekorps (General der Panzertruppe Heinz Guderian) bis zum 6. Oktober 1939 beim Überfall auf Polen führte. Für einen Sieg bei Kulm wurde er von Hitler auf dem Schlachtfeld belobigt.
Nach einer längeren krankheitsbedingten Abwesenheit wurde Geyr am 15. Februar 1940 Kommandierender General des XXIV. Armeekorps an der Westfront und am 1. April zum General der Kavallerie (1941 zum General der Panzertruppe umbenannt) befördert. Mit seinem Armeekorps nahm er zunächst am Westfeldzug und dann ab 22. Juni 1941 beim Unternehmen Barbarossa im Rahmen der Panzergruppe (später Panzerarmee) 2 (Guderian) am Krieg gegen die Sowjetunion teil. Am 9. Juli 1941 erhielt er für seinen Einsatz in der Kesselschlacht von Minsk und die Erzwingung eines Dnjepr-Überganges das Ritterkreuz des Eisernen Kreuzes. Seine Truppen kämpften danach bei Smolensk, Kiew und in der Doppelschlacht bei Wjasma und Brjansk, im November 1941 bildete sein Korps die Angriffsspitze Guderians beim Vorstoß auf Tula. Im Dezember 1941 gab er sein Kommando wegen einer Erkrankung ab.
Im Frühjahr 1942 wurde er mit der Führung des III. Armeekorps (mot.) betraut und war maßgeblich am Erfolg in der Kesselschlacht von Charkow beteiligt. Während der Donoffensive übernahm er als Nachfolger von Georg Stumme die Führung des XXXX. Panzerkorps und stieß mit seinen Truppen in den Kaukasus vor. Von Januar bis April 1943 führte er stellvertretend das LXXXVI. Armeekorps und wurde nach Frankreich versetzt. Als Guderian im März Generalinspekteur der Panzertruppen wurde, beauftragte er Geyr mit der Aufstellung von zehn motorisierten Infanterie- und Panzerdivisionen. Außerdem übernahm Geyr im Sommer 1943 zusätzlich das LVIII. Panzerkorps. Im Januar 1944 wurde die 1943 in Afrika aufgelöste 5. Panzerarmee aus dem Stab des Generals der Panzertruppen West (Geyr) neu aufgestellt (1. Januar). Sie wurde kurz darauf in Panzergruppe West umbenannt (24. Januar) und als OKW-Reserve zuerst dem Oberbefehlshaber West, Generalfeldmarschall Gerd von Rundstedt, dann direkt dem Oberkommando der Wehrmacht, also Hitler unterstellt.
Nach der Landung der Alliierten in der Normandie am 6. Juni 1944 kämpfte die Panzergruppe West unter dem Befehl der Heeresgruppe B in der Schlacht um Caen. Geyr war im Begriff, einen massierten Gegenangriff zu starten, um die gelandeten Truppen ins Meer zurückzuwerfen, als sein Hauptquartier am 10. Juni durch einen alliierten Luftangriff zerstört wurde. Geyr selbst wurde verwundet, viele seiner Offiziere verwundet oder getötet. SS-Oberst-Gruppenführer Josef Dietrich übernahm mit dem Stab seines I. SS-Panzerkorps die Führung der Panzerverbände, während Geyr sein Hauptquartier neu aufstellte. Geyr wurde am 2. Juli – wie auch Rundstedt, den der Generalfeldmarschall Günther von Kluge als OB West ersetzte – durch den General der Panzertruppe Heinrich Eberbach abgelöst und in die Führerreserve versetzt. Im August 1944 zum Inspekteur der Panzertruppe beim Ersatzheer ernannt, geriet er im Mai 1945 in Bayern in US-amerikanische Kriegsgefangenschaft, in der er bis Juli 1947 blieb.

### Kriegsgeschichtliche Tätigkeit nach 1945
Nach seiner Entlassung aus der Kriegsgefangenschaft verfasste er seine Memoiren und mehrere militärische Schriften und wurde 1950 – neben anderen ehemaligen Generalen der Wehrmacht, die dem Nationalsozialismus distanziert gegenübergestanden hatten, wie z. B. Hans Speidel und Adolf Heusinger, der spätere erste Generalinspekteur der Bundeswehr, – Mitglied des „Studienausschusses für deutsche Sicherheitsfragen“, der die Aufstellung der Bundeswehr mit vorbereiten sollte. Geyr von Schweppenburg war unter der Leitung des ehemaligen Generalstabschefs des Heeres Franz Halder Mitarbeiter der deutschen Abteilung der kriegsgeschichtlichen Forschungsgruppe der United States Army, der Operational History (German) Section der Historical Division. Er räumte rückblickend ein, dass Mitarbeiter der Sektion bei dieser Arbeit auch Belastungsmaterial gegen deutsche Generale, das in den Nürnberger Prozessen hätte verwendet werden können, verschwinden ließen.

### Familie
Geyr heiratete am 22. Juli 1911 Anais Krausse (1890–1960). Aus der Ehe ging die Tochter Blanche (1918–2003) hervor, die sich 1941 mit Curt-Christoph von Pfuel verheiratete.

## Werke
- Erinnerungen eines Militärattachés. London 1933–1937. Deutsche Verlags-Anstalt, Stuttgart 1949.
- Gebrochenes Schwert. Bernard & Graefe, Berlin 1952.
- Die Verteidigung des Westens. Verlag Friedrich Rudl, Frankfurt 1952.
- Die große Frage. Gedanken über die Sowjetmacht. Bernard & Graefe, Berlin 1952.
- The Critical Years. Wirgate, London 1952.